# مردان بحران: سرگذشت هاروی والینجر
مردان بحران: سرگذشت هاروی والینجر (انگلیسی: Men of Crisis: The Harvey Wallinger Story) یک فیلم کوتاه به کارگردانی وودی آلن است که در سال ۱۹۷۱ منتشر شد. از بازیگران آن می‌توان به وودی آلن، دایان کیتن، لوئیز لسر، کنراد باین و دان فریزر اشاره کرد.